# Pseudis minuta
Pseudis minuta là một loài ếch trong họ Nhái bén.
Nó được tìm thấy ở Argentina, Brasil, Uruguay, và có thể cả Paraguay..
Các môi trường sống tự nhiên của chúng là vùng đồng cỏ ôn đới, sông, hồ nước ngọt, đầm nước ngọt, vùng đồng cỏ, khu vực trữ nước, ao, và đất nông nghiệp có lụt theo mùa.

## Hình ảnh

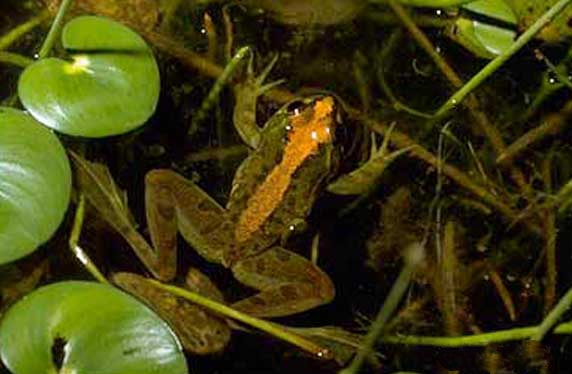
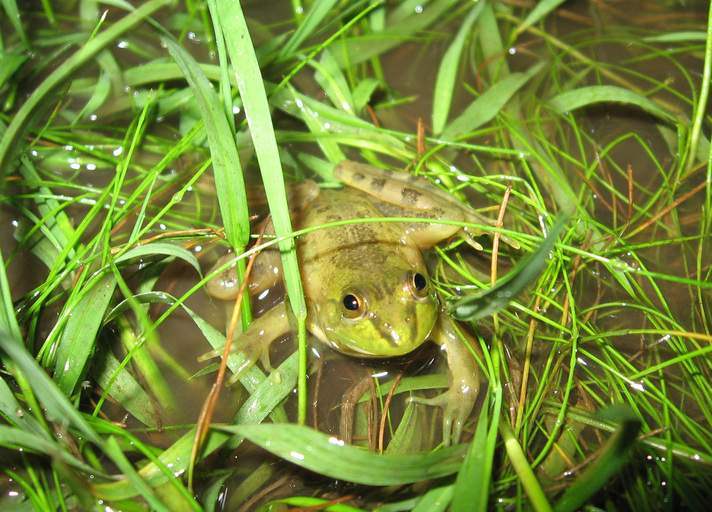
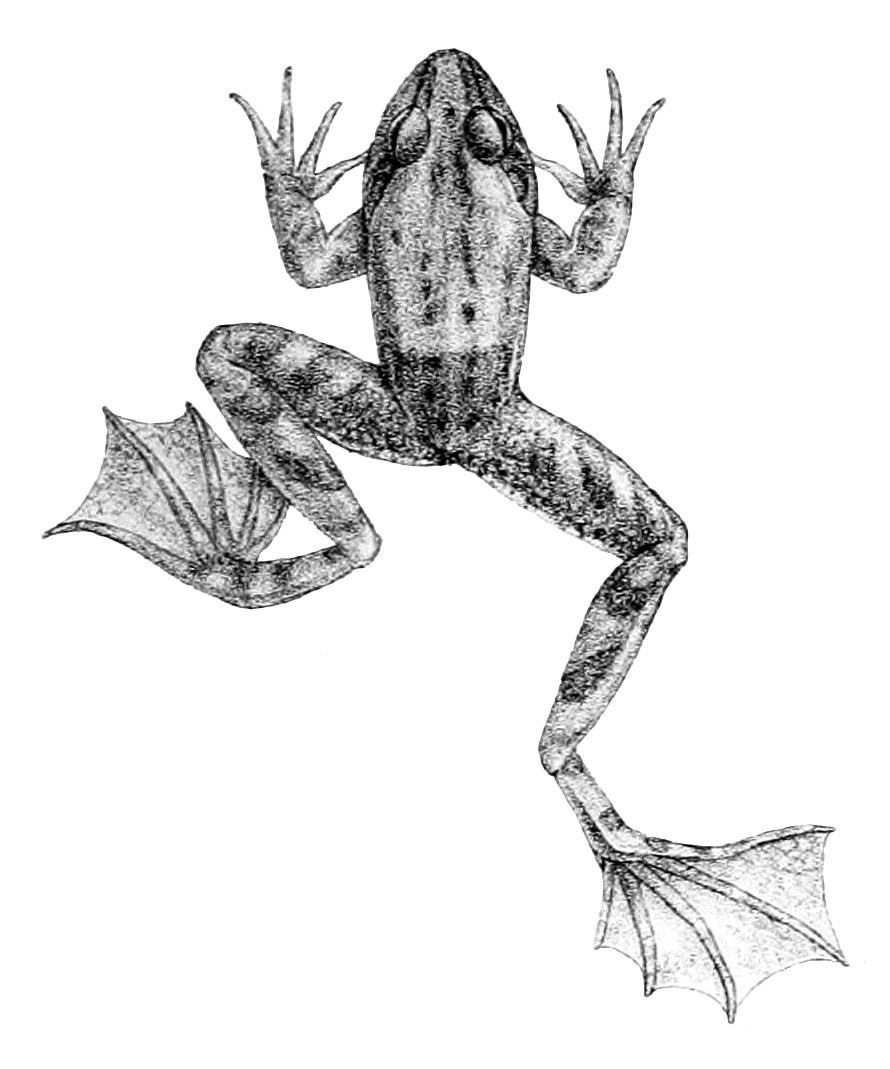